# ابره‌در

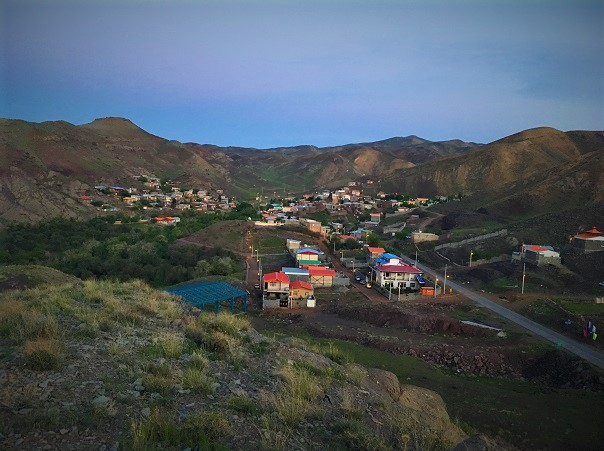
غروب روستای ابره در

ابره‌در روستایی از توابع بخش مرکزی شهرستان تفرش در استان مرکزی ایران است.جمعیت این روستا در سرشماری سال ۱۳۸۵، ۲۱۵ نفر (۱۰۱ خانوار) بوده است.
این روستا از مناطق بسیار کهن نواحی مرکزی ایران بوده که قدمت آن را به بیش از اسلام تخمین می‌زنند.

قبرستان قدیمی روستا که در آن سنگ قبرهایی با قدمت بیش از ۸۰۰ سال وجود دارد و بقایای قلعه‌های قدیمی و حتی نام روستا و طوایف ساکن در آن همگی دلالت بر تاریخی بودن آن دارند.

مردمان این روستا از طوایف متعددی می‌باشندو به دو زبان فارسی (اصلی) وترکی تکلم می‌کنند.

در ماهنامهٔ فرهنگ مردم آمده است:

نام روستا از دو کلمه (ابره) به معنی آستر و رویه و (در) به معنی مکان و جا می‌باشد و اصطلاحاً به جایی گفته می‌شد که در آنجا جولایی و کرباس بافی رواج داشته است می‌گویند در گذشته بسیار دور قریه‌ای آباد و پرجمعیت بوده که پس از حمله مغول به اطراف ساوه اینجا نیز به ویرانه‌ای مبدل شده است.

منطقه‌ای که در آن واقع شده است منطقه‌ای کوهستانی با آب وهوای معتدل و خاک حاصلخیز می‌باشد. شرایط مساعد آب و هوایی موجب شده انواع محصولات زراعی شامل گندم- جو- عدس- ماش- لوبیا- نخود و محصولات باغی شامل بادام- گردو- پسته- زرد آلو - و … در آنجا قابل کشت و پرورش می‌باشند همچنین عرصه‌های کوهپایه‌ای و مرتعی ابره در رویشگاه انواع رستنی‌های وحشی و حتی گیاهان دارویی مثل- والریان- سنبل الطیف- بو مادران- پنیرک- منداب- تاج الملوک- بارهنگ- خاکشیر- کاسنی- انواع شقایق وحشی شوکران شکر تیقال وحشی شوکران آتروپین قدومه و… است.

منابع آبی روستا، قنات- چشمه- و تعدادی چاه نیمه عمیق می‌باشد. از اماکن مقدس و زیارتی روستا می‌توان به قدمگاه شاهزاده قاسم- شاهزاده اسماعیل- شاه زاده حسین و محمد اشاره نمود که همگی منسوب به اهل بیت بوده و هر ساله پذیرایی مشتاقانی از مناطق مختلف می‌باشند.
از مکانهای مقدس قبل از اسلام هم می‌توان به قلعه گبری اشاره کرد که الان فقط ویرانه‌ای از آن باقی مانده است.

## معرفی کلی روستا
از گردشگران عزیز خواهشمندیم در حفاظت از طبیعت این روستا دقت فرمایید. با سپاس از مردم خوب روستای ابره در

## مسیر های منتهی به روستا
برای رسیدن به این روستا 3 راه وجود دارد: 1- از راه تفرش ، خرازان و سپس ابره در 2-از جاده قاهان ، مهرزمین و سپس ابره در واقع در جاده ساوه-سلفچگان 3-جاده ساوه به جلایر و خانک و سپس ابره در

## جمعیت
این روستا در دهستان خرازان قرار دارد و براساس سرشماری مرکز آمار ایران در سال ۱۳۸۵، جمعیت آن ۵۰۰ نفر (۲۰۰خانوار) بوده است.
روستای ابره در در بخش مرکزی شهرستان تفرش قرار دارد این روستا پس از خرازان و در مسیر خانک قرار گرفته است.
روستای ابره در از قدیمی‌ترین روستاهای ایران به‌شمار می‌آید برج قلعه و قبرستان و امامزاده کشف شده در روستا گواه این مسئله می‌باشد. در این روستا اقوام اصیل سالیان سال سکونت داشتند و اقوامی نیز بعدها به این روستا مهاجرت کرده‌اند. روستای ابره در از نعمت کشاورزی و دامداری بهره‌مند می‌باشد اما کم‌آبی سالهای اخیر کشاورزی این منطقه را به چالش کشیده است. امامزاده محمد از نوادگان امام موسی کاظم در این روستا قرار دارد. از املاک مهم این روستا می‌توان به شاه آباد، کهریزنو، گلان، ارجین کشه، سبریزی، حیدراباد. دیار. اشاره کرد.